# Бенче
Бенче (на македонска литературна норма: Бенче) е село в Северна Македония, в община Брод (Македонски Брод).

## География
Селото се намира в областта Поречие, североизточно от Кичево, в източните склонове на планината Добра вода.

## История
Селото се споменава за пръв път под сегашното си име в обширния данъчен дефтер № 4 от 1467 – 1468 година, в който е отбелязано, че то е част от Кичевската нахия и има 60 християнски семейства, 5 неженени и 3 вдовици, като е сред по-големите села в нахията.
Църквата „Свети Архангели Михаил и Гаврил“ е от XVII век. В нея в 1988 година Михайло Георгиевски открива пет ръкописа, датиращи от XIV до XVI век, сред които Бенчевския литургичен сборник и Бенчевското четвероевангелие.
В XIX век Бенче е село в Поречка нахия на Кичевска каза на Османската империя. В „Етнография на вилаетите Адрианопол, Монастир и Салоника“, издадена в Константинопол в 1878 година и отразяваща статистиката на населението от 1873 година, Бенча (Bendtcha) е посочено като село с 11 домакинства с 50 жители българи.
Според статистиката на Васил Кънчов („Македония. Етнография и статистика“) от 1900 г. Бенче е населявано от 200 жители българи християни.
Цялото село в началото на XX век е сърбоманско. Според митрополит Поликарп Дебърски и Велешки в 1904 година в Бевче има 40 сръбски къщи. По данни на секретаря на Българската екзархия Димитър Мишев („La Macédoine et sa Population Chrétienne“) в 1905 година в Бенче има 240 българи патриаршисти сърбомани.
След Междусъюзническата война в 1913 година селото попада в Сърбия.
На етническата си карта на Северозападна Македония в 1929 година Афанасий Селишчев отбелязва Горно и Долно Бенче като български села.
Според преброяването от 2002 година селото има 43 жители македонци.

## Личности
Родени в Бенче
- Генадий, свещеник, деец на сръбската пропаганда в 1911 година, с месечна сръбска заплата три лири[12]
- Евтимий, свещеник, деец на сръбската пропаганда в 1911 година, с месечна сръбска заплата две лири[12]